# Фредерік Г'юз (яхтсмен)
Фредерік Г'юз (англ. Frederick Hughes, 22 лютого 1866 — 3 листопада 1956) — британський яхтсмен.
Бронзовий призер Олімпійських Ігор 1908 року в класі 8 метрів.